# Érhártya

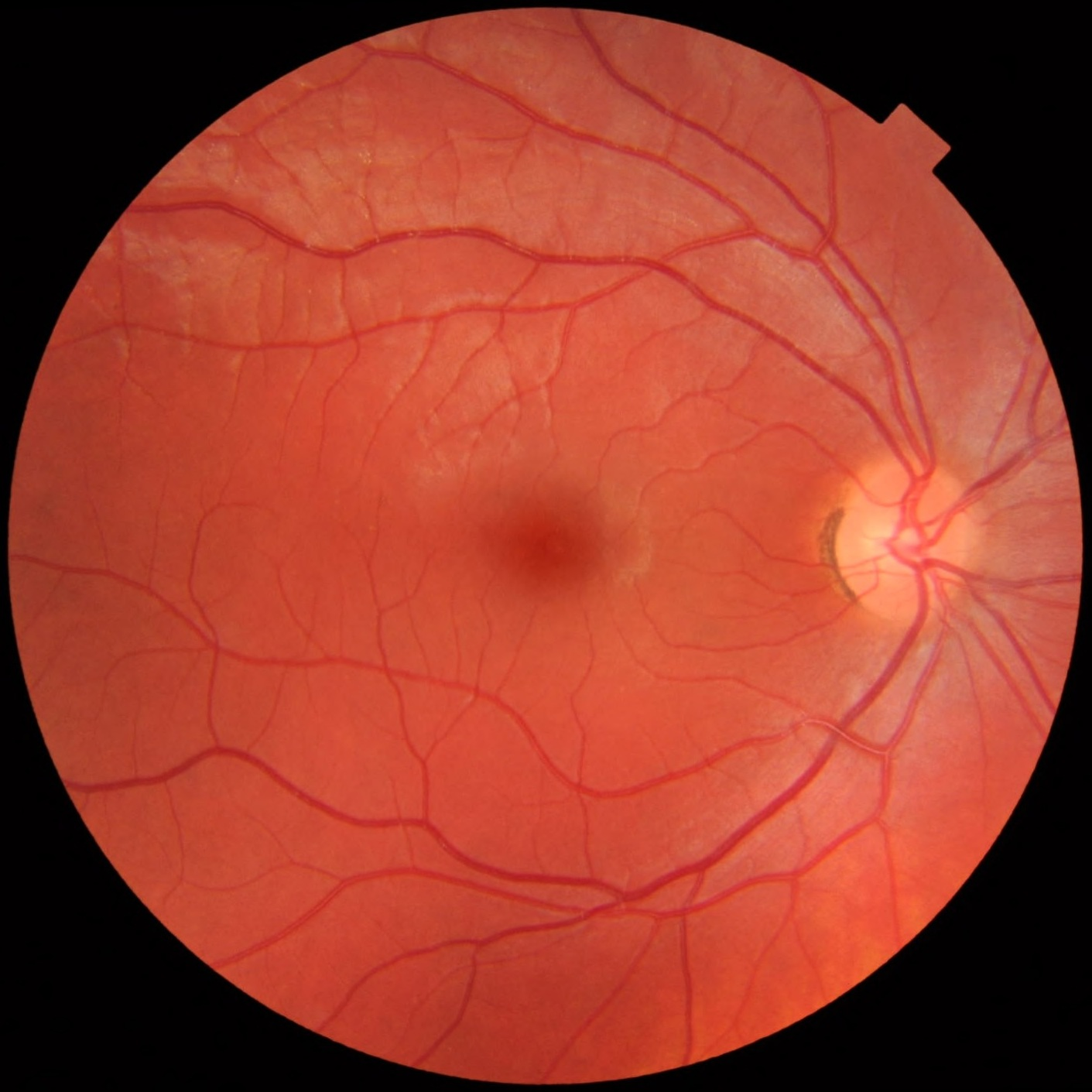
Az emberi szem érhártyájában lévő vastagabb erek

Az érhártya (Choroidea) a szemünket alkotó három hártya középsője. A nevének megfelelően nagyon sűrűn erezett, az egyik legjobb vérellátású részünk. A szem belseje felé az ideghártya, a külseje felé az ínhártya takarja (egy vékony kötőszöveti hártyával határolva). A pupilla felé folyamatosan módosul: kevesebb és vékonyabb ereket, valamint több izmot tartalmaz. A szaruhártya mellett kettéválik a sugártestre (corpus ciliare) és a szivárványhártyára (iris). Ez mind a kettő erősen izmos származékai.
Két rétegből áll: a prekapilláris és a posztkapilláris rétegből, amelyek nevükhöz híven artériás és vénás vért szállító kapillárisokat tartalmaznak. Ezek a hártyák viszont nem különülnek el túl jól.